# ジェリー・ジェームソン
ジェリー・ジェームソン（Jerry Jameson、1934年11月26日 - ）は、アメリカ合衆国の映画監督。

## 監督作品
- レッドフォン　Mission 2　プルトニウムを追え
- レッドフォン　Mission 1　暗殺計画を阻止せよ
- シークレット・プラン
- ボナンザ・リターンズ
- ファイヤー・アンド・レイン／運命のデルタ航空１９１便
- ハイウェイ・ポリス91
- レッド・スパイダー／娼婦の足跡
- マンハッタン・ポリス／凶悪犯を追え
- 女刑事レディブルー4
- SFスターフライトI
- 殺しのベル
- キリング・バレー
- 真昼の決闘2
- レイズ・ザ・タイタニック
- 激突!!燃える大彗星
- スーパーボウル／殺意のファイナルゲーム
- エアポート'77/バミューダからの脱出
- 荒野の呼び声
- パニック・イン・テキサスタワー
- 恐怖のエレベーター／高層ビルパニック
- 警部マクロード／騎馬警官隊大奮戦
- ハリケーン／ヒルダ
- 燃える超高層ビル／ファイヤー・インフェルノ
- 野獣たちの群
- 猟奇!蝙蝠男
- バトル・ライダー／地獄の天使たち